# Mistrzostwa świata juniorów w tenisie stołowym
Mistrzostwa świata juniorów w tenisie stołowym – międzynarodowa impreza organizowana co roku dla zawodników w wieku juniorskim. Do tej pory odbyło się 6 mistrzostw. Pierwsza edycja zawodów miała miejsce w roku 2003.

## Mistrzostwa i mistrzowie
| Mistrzostwa              | Gra pojedyncza mężczyzn | Gra pojedyncza kobiet | Gra podwójna mężczyzn               | Gra podwójna kobiet       | Gra mieszana               | Gra zespołowa mężczyzn | Gra zespołowa kobiet |
| 2003 Santiago            | Li Hu                   | Li Qian               | Seiya Kishikawa Minoru Muramori     | Li Xiaoxia Li Qian        | Zeng Cem Li Xiaoxia        | Chiny                  | Chiny                |
| 2004 Kobe                | Ma Long                 | Chang Chenchen        | Seiya Kishikawa Jun Mizutani        | Chang Chenchen Liu Shiwen | Zhou Bin Liu Shiwen        | Chiny                  | Chiny                |
| 2005 Linz                | Patrick Baum            | Ding Ning             | Chiang Hung-chieh Huang Sheng-sheng | Ding Ning Peng Xue        | Kang Dong-hoon Shim Se-rom | Japonia                | Chiny                |
| 2006 Kair                | Kenta Matsudaira        | Feng Yalan            | Jiang Haiyang Wu Hao                | Mu Zi Wen Jia             | Xu Ke Mu Zi                | Chiny                  | Chiny                |
| 2007 Palo Alto           | Jeong Sang-eun          | Yang Yang             | Song Shichao Yan An                 | Li Xiaodan Wen Jia        | Xu Ruifeng Mu Zi           | Chiny                  | Chiny                |
| 2008 Madryt              | Chen Chien-an           | Cao Lisi              | Song Hongyuan Yan An                | Cao Lisi Wang Daqin       | Song Hongyuan Cao Lisi     | Chiny                  | Chiny                |
| 2009 Cartagena de Indias | Fang Bo                 | Wu Yang               | Fang Bo Song Hongyuan               | Chen Meng Gu Yuting       | Fang Bo Gu Yuting          | Chiny                  | Chiny                |
| 2010 Bratysława          | Song Hongyuan           | Zhu Yuling            | Asuka Machi Kōki Niwa               | Gu Yuting Zhu Yuling      | Wu Jiaji Gu Yuting         | Chiny                  | Japonia              |
| 2011 Manama              | Kōki Niwa               | Chen Meng             | Song Hongyuan Zheng Peifeng         | Chen Meng Gu Yuting       | Song Hongyuan Chen Meng    | Chiny                  | Chiny                |
| 2012 Hyderabad           | Fan Zhendong            | Zhu Yuling            | Lin Guoyuan Xu Chenhao              | Gu Yuting Zhu Yuling      | Fan Zhendong Liu Gaoyang   | Chiny                  | Chiny                |